# Ich war noch niemals in New York (film)
Pour plus de détails, voir Fiche technique et Distribution.
Ich war noch niemals in New York (en français Je ne suis jamais allé à New York) est un film germano-autrichien réalisé par Philipp Stölzl sorti en 2019.
Le film est basé sur la comédie musicale du même nom (de) de Gabriel Barylli (de) et Christian Struppeck d'apèrs les chansons d'Udo Jürgens, présenté en 2007.

## Synopsis
Lisa Wartberg est une présentatrice de télévision à succès ; pour elle, son travail passe avant tout. Elle n'a ni le temps de s'occuper de sa vie amoureuse oisive ni de sa mère solitaire Maria. Après la chute des audiences de l'émission de Lisa, elle risque de perdre son emploi. Dans cette situation, elle devrait effectivement se concentrer sur sa carrière, mais sa mère perd la mémoire après une chute dans son appartement. Maria est hospitalisée et tout ce dont elle se souvient, c'est qu'elle n'est jamais allée à New York. Elle s'échappe de l'hôpital et se glisse clandestinement sur un bateau de croisière de luxe.
Lisa et son maquilleur Fred partent à la recherche de sa mère et la retrouvent à bord du MS Maximiliane. Avant que les trois ne puissent quitter le navire, le paquebot démarre et ils se lancent involontairement dans un voyage à travers l'Atlantique. En conséquence, ils sont exposés comme passagers clandestins et soumis à des tâches de nettoyage. À bord, Lisa rencontre Axel Staudach et son fils Florian, Axel et Lisa se rapprochent. Pendant ce temps, Maria rencontre le danseur Otto, qui prétend avoir un passé commun avec elle, ce que Maria ne peut vérifier en raison de son accident et de son manque de mémoire. Fred, quant à lui, tombe amoureux du magicien grec, Costa.

## Fiche technique
- Titre original : Ich war noch niemals in New York
- Réalisation : Philipp Stölzl assisté d'Andi Lang
- Scénario : Alexander Dydyna (de)
- Musique : Christoph Israel (de)
- Direction artistique : Matthias Müsse (de)
- Costumes : Thomas Oláh, Nora Bates
- Photographie : Thomas Kiennast (de)
- Son : Max Meindl
- Montage : Sven Budelmann
- Production : Regina Ziegler, Sebastian Werninger, Nico Hofmann (de), Christoph Müller (de)
- Société de production : Ziegler Film, UFA Fiction (de), Mythos Film, Graf Film, Universal Pictures Productions GmbH
- Société de distribution : Universal Pictures International Germany
- Pays d'origine :  Allemagne,  Autriche
- Langue : allemand
- Format : Couleurs - 2,39:1 - Dolby - 35 mm
- Genre : Comédie musicale, comédie romantique
- Durée : 128 minutes
- Dates de sortie :
  - Allemagne : 17 octobre 2019.
  - Autriche : 17 octobre 2019.

## Distribution
- Heike Makatsch : Lisa Wartberg
- Katharina Thalbach : Maria Wartberg
- Michael Ostrowski : Fred, le maquilleur
- Moritz Bleibtreu : Axel Staudach
- Marlon Schramm : Florian Staudach, le fils d'Axel
- Uwe Ochsenknecht : Otto, danseur
- Pasquale Aleardi : Costa
- Stefan Kurt : le Capitaine
- Andreja Schneider : Edita
- Mat Schuh : James, danseur
- Judith Neumann (de) : Polly
- Philipp Hochmair : le docteur
- Shadi Hedayati (de) : l'infirmière
- Franziska Weisz : la dame de l'enregistrement
- Cornelius Obonya (de) : le chef de gare
- Frank Zander : le camionneur
- Atta Yaqub : le chauffeur de taxi
- Michael Aston : Joshua
- Alexander Dydyna : le coureur
- Isabel Trimborn (de) : la première danseuse
- Annette Mayer (de) : la deuxième danseuse
- Siegrid Bongarz : la troisième danseuse
- Petra Blossey (de) : la première Lady
- Conny Buch : la deuxième Lady
- Helga Bellinghausen (de) : la troisième Lady
- Nina Gummich (de) : l'employée de la compagnie aérienne
- Katja Sallay (de) : Jessica, hôtesse de l'air

## Production
Le tournage se déroule du 30 avril au 26 juin 2018 et est tourné aux MMC Studios Cologne (de), aux studios de Babelsberg à Potsdam et à Sofia (Bulgarie). Le budget est d'environ 12 millions d'euros.

## Adaptation
De nombreux changements sont apportés au film par rapport à la comédie musicale. L'intrigue et les personnages sont considérablement modifiés. Non seulement l'ordre des chansons est modifié, mais elles sont également raccourcies, parfois interrompues par des passages parlés, compte tenu des paroles différentes et leurs arrangements sont modifiés.
De nombreux titres ont en outre été omis. Les chansons manquantes sont Buenos Dias, Argentina, Alles im Griff auf dem sinkenden Schiff, Wie könnt’ ich von dir gehen, Schöne Grüße aus der Hölle, Vater und Sohn, Ein ehrenwertes Haus et Was wichtig ist.

## Chansons
1. Vielen Dank für die Blumen – Heike Makatsch, Cornelius Obonya et Michael Ostrowski
2. Aber bitte mit Sahne – Stefan Kurt, Katharina Thalbach, Heike Makatsch et Michael Ostrowski
3. Griechischer Wein – Pasquale Aleardi, Michael Ostrowski, Andreja Schneider et Katharina Thalbach
4. Alles, was gut tut – Uwe Ochsenknecht et Mat Schuh
5. Mit 66 Jahren – Katharina Thalbach
6. Gib mir deine Angst – Moritz Bleibtreu
7. Siebzehn Jahr, blondes Haar (de) – Uwe Ochsenknecht et Katharina Thalbach
8. Liebe ohne Leiden – Marlon Schramm
9. Zeig mir den Platz an der Sonne – Katharina Thalbach, Heike Makatsch, Moritz Bleibtreu, Uwe Ochsenknecht, Mat Schuh, Pasquale Aleardi et Michael Ostrowski
10. Was ich dir sagen will – Uwe Ochsenknecht
11. Ich will, ich kann – I Can, I Will – Moritz Bleibtreu et Heike Makatsch
12. Bleib doch bis zum Frühstück – Marlon Schramm, Moritz Bleibtreu et Heike Makatsch
13. Illusionen – Katharina Thalbach, Heike Makatsch, Moritz Bleibtreu, Uwe Ochsenknecht, Pasquale Aleardi et Michael Ostrowski
14. Ich war noch niemals in New York – Katharina Thalbach
15. Ich weiß, was ich will – Uwe Ochsenknecht, Pasquale Aleardi et Heike Makatsch
16. Merci, Chérie – Moritz Bleibtreu
17. Immer wieder geht die Sonne auf – Uwe Ochsenknecht et Katharina Thalbach
18. Heute beginnt der Rest deines Lebens – Heike Makatsch, Moritz Bleibtreu, Marlon Schramm, Pasquale Aleardi, Michael Ostrowski, Uwe Ochsenknecht et Katharina Thalbach
19. Ich war noch niemals in New York – Heike Makatsch, Moritz Bleibtreu, Pasquale Aleardi, Uwe Ochsenknecht et Katharina Thalbach
20. Liebe ohne Leiden – Pasquale Aleardi, Heike Makatsch, Uwe Ochsenknecht, Katharina Thalbach, Moritz Bleibtreu, Marlon Schramm et Andreja Schneider
21. Siebzehn Jahr, blondes Haar – Uwe Ochsenknecht et Katharina Thalbach
22. Was wichtig ist – Heike Makatsch (Bonus-Track du disque, coupé au montage)

## Récompenses et nominations
Prix Ernst-Lubitsch (de) 2020
- Katharina Thalbach

70e cérémonie du Deutscher Filmpreis (2020)
- Nomination dans la catégorie Meilleur décor (Matthias Müsse)
- Nomination dans la catégorie Meilleur second rôle masculin (Pasquale Aleardi)
- Nomination dans la catégorie Meilleurs effets visuels et animation (Sven Martin)
- Nomination dans la catégorie Meilleur maquillage (Gerhard Zeiss)
- Nomination dans la catégorie Meilleurs costumes (Thomas Oláh, Nora Bates)

Prix Romy 2020
- Nomination dans la catégorie Meilleur long métrage
- Nomination dans la catégorie Meilleur long métrage de production (Regina Ziegler, Nico Hofmann, Sebastian Werninger, Klaus Graf, Christoph Müller et Freddy Burger)
- Nomination dans la catégorie Meilleure photographie (Thomas Kiennast)

## Source de la traduction
- (de) Cet article est partiellement ou en totalité issu de l’article de Wikipédia en allemand intitulé « Ich war noch niemals in New York (Film) » (voir la liste des auteurs).